# Gran río del Oso
El gran río del Oso (en inglés: Great Bear River) es un corto río del ártico canadiense de 113 km, un afluente del río Mackenzie que drena el Gran Lago del Oso. El río tiene una gran cuenca de  156 500 km² (la 17.º del país). Se origina en el fondo de una bahía al suroeste del lago y discurre en dirección general oeste a través de una zona de pantanos hasta alcanzar el Mackenzie. Constituye una importante vía de transporte durante sus cuatro meses sin hielo. El río tiene un patrón de meandros irregular de unos 350 m de anchura con un canal con una profundidad media de 6 m. El examen de las fotografías aéreas históricas no muestra ninguna evidencia de erosión de las orillas o de migración del canal en ese periodo de 50 años.
El bajo caudal de descarga, a pesar de la gran cuenca drenada, es debido a la pequeña cantidad de precipitación que cae en esa cuenca. El río Gran Oso tenía tramos abiertos que se habían desborbado en más del 80%  de su longitud en 1972 y 1974.
El asentamiento de Tulita se encuentra en la desembocadura del río.

## Afluentes
Los principales afluentes del río Gran Oso son:
- río Porcupine
- arroyo Rosalie
- arroyo Stick
- arroyo Wolverine
- arroyo St. Charles
- río Brackett